# Grosz biały śląski

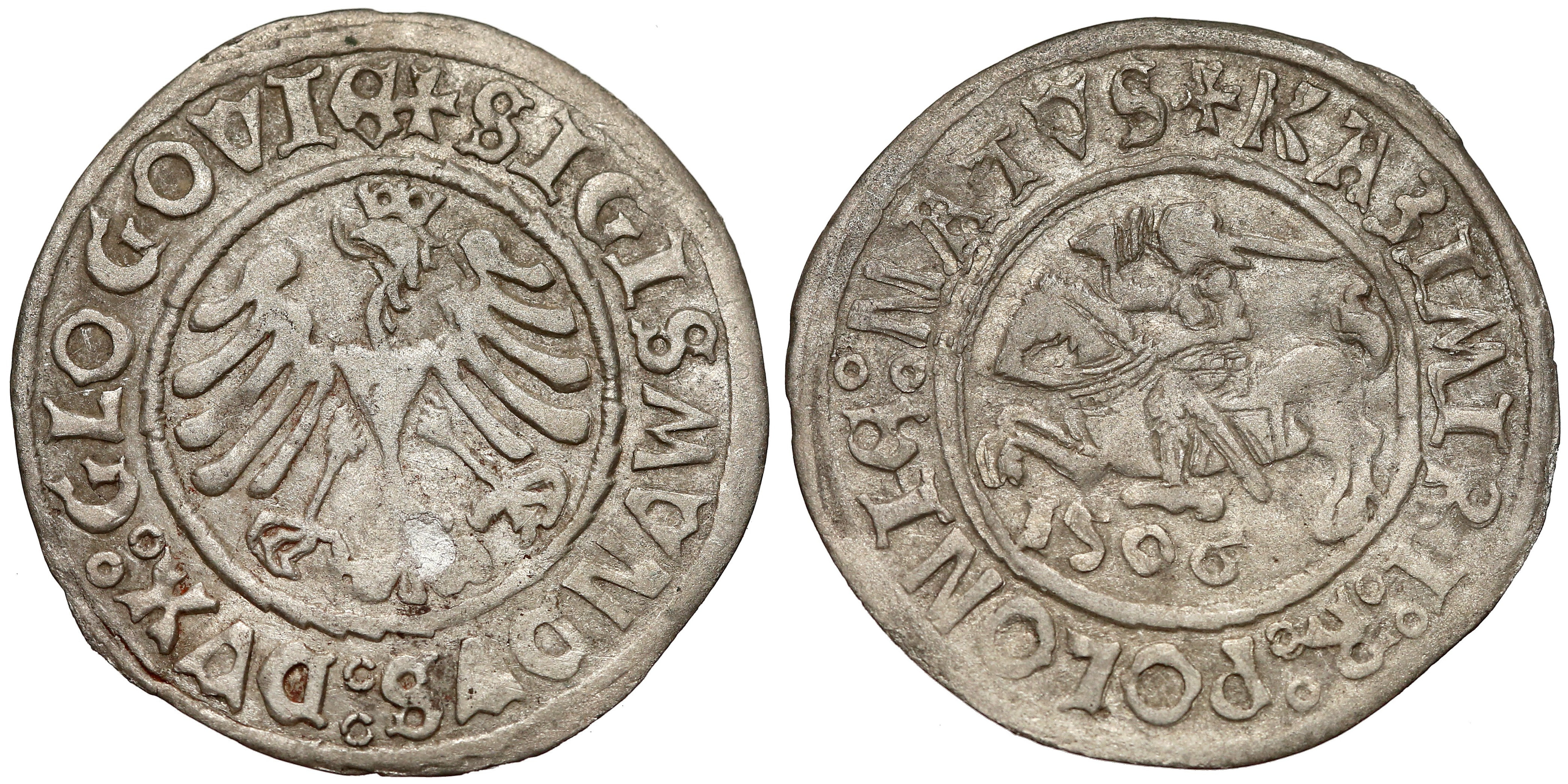
Grosz biały śląski (1506) z Głogowa

Grosz biały – nazwa srebrnej monety śląskiej bitej w XVI i XVII wieku przez miasta Wrocław i Świdnicę, książąt legnicko-brzeskich, Podiebradów władających księstwami ziębickim i oleśnickim oraz nyską mennicę biskupiego księstwa nyskiego.
Wyżej wymienieni  zwierzchnicy menniczy zawarli w 1506 roku porozumienie, na mocy którego postanowili ujednolicić bite przez siebie grosze ustalając zawartość czystego srebra i masę –1/90 marki wrocławskiej (grzywny), tj. według systemu metrycznego 2,078 grama (0,78 g czystego srebra).
Grosz biały stanowił 1/36 florena. Funkcjonował również jako jednostka obrachunkowa równa 12 halerzom i 6 denarom. 
W I połowie XVI wieku we Wrocławiu garniec wina reńskiego kosztował około 7 białych groszy, achtel piwa 2 grosze, kopa śledzi 14 groszy, mendel jaj ok. 1 grosza, buty z cholewami ok. 20 groszy, piła ok.  groszy, podkowa 1 grosz, a cena krowy dochodziła do 200 groszy. Grosz biały był więc poręczną i podstawową jednostką pieniężną przy detalicznych transakcjach.